# مكتبة جنو لسي

GNU C Library

مكتبة سي من جنو (بالإنجليزية: GNU C Library)‏ اختصارا (glibc) هي مكتبة سي القياسية من جنو، وهي من البرمجيات الحرة تتوفر تحت رخصة جنو العمومية الصغرى.